# ベビスタ
『ベビスタ』は、日本のロックバンド・ザ・ベイビースターズが2003年4月9日にKi/oon Recordsから発売した1枚目のオリジナルアルバム。

## 収録曲
1. スパイラル [3:09]
2. サクラサクコロ [4:14]
3rdシングルのカップリング曲。
3. ヒカリへ [3:44]
1stシングルの表題曲。
4. 恋愛力 [3:39]
5. なんで [4:39]
2ndシングルの表題曲。
6. LITTLE STAR [4:52]
7. love [3:04]
8. オレンジ [4:04]
3rdシングルの表題曲。
9. ヤング☆ヤング☆ヤング [4:58]
同時発売による4thシングルの表題曲。
10. くもりのちはれ [3:56]
2ndシングルのカップリング曲。
11. 永遠に咲く花〜evergreen〜 [5:29]

## タイアップ
- 東海テレビ系生活情報番組『ダシヌキ!』エンディングテーマ (#1)
- フジテレビ系列アニメ『ONE PIECE』第3期オープニングテーマ (#3)
- テレビ朝日系列バラエティ番組『内村プロデュース』2002年10月-12月度エンディングテーマ (#5)
- ショッピングセンター『アルパーク』広島地区CMソング (#7)
- TBS系列情報ワイドバラエティ番組『王様のブランチ』2003年2月・3月度エンディングテーマ (#8)
- 日本テレビ系列料理バラエティ番組『どっちの料理ショー』2003年4月-6月度エンディングテーマ (#9)